# Filips van Horne (1570)
Filips van Horne was een edelman die leefde tot 1573. Hij was de zoon van Maarten van Horne en Anne de Croy Chimay. Van 1570-1573 was hij heer van Heeze en van Geldrop.
Vervolgens ging de heerlijkheid over op zijn broer Willem van Horne (1550).